# Archaeromma
Archaeromma är ett släkte av steklar. Archaeromma ingår i familjen bälgnacksteklar.
Kladogram enligt Catalogue of Life:
| Archaeromma | \| \| Archaeromma minutissima \| \| \| \| \| \| Archaeromma nearctica \| \| \| \| |
|             | \| \| Archaeromma minutissima \| \| \| \| \| \| Archaeromma nearctica \| \| \| \| |
|             | Mymaromma                                                                         |
|             |                                                                                   |
|             | Palaeomymar                                                                       |
|             |                                                                                   |
|             | Archaeromma minutissima                                                           |
|             |                                                                                   |
|             | Archaeromma nearctica                                                             |
|             |                                                                                   |

|  | Archaeromma minutissima |
|  |                         |
|  | Archaeromma nearctica   |
|  |                         |